# مدرسه حجتیه
مدرسه حجتیه (تأسیس ۱۳۲۴ش) از مدارس علوم دینی در قم که توسط سید محمد حجت کوه‌کمری تأسیس شده و در نزدیکی حرم حضرت معصومه قرار دارد. در قم، میدان شهدا، خیابان حجتیه واقع شده و این اثر در تاریخ ۹ بهمن ۱۳۸۶ با شمارهٔ ثبت ۲۰۷۱۶ به‌عنوان یکی از آثار ملی ایران به ثبت رسیده‌است.

## توسعه‌ی ساختمان اولیه
زمین اولیه این مدرسه، در ابتدا متعلق به فرزند ناصرالدّین شاه قاجار بود که توسط سید محمد حجت کوه کمری خریداری و در اختیار طلاب قرار داده شد. پس از مدت کوتاهی، به دلایل متعددی از جمله سقوط رضاشاه و حضور آیت الله بروجردی به منظور تدریس، حوزه‌های علمیه دیگر ظرفیت پذیرش طلاب جدید را نداشتند.  از همین رو، سید محمد حجت کوه کمری چندهزار متر زمین مجاور آن را نیز خرید تا پس از توسعه، این مشکل برطرف شود. طراحی نقشه‌ی ساختمان جدید این مدرسه را نیز، سید محمد حسین طباطبایی برعهده داشت. 